# الاستجابات للأزمة الرئاسية الفنزويلية

الدول التي تعترف بالسلطة الرئاسية خلال الأزمة الرئاسية الفنزويلية اعتبارًا من 1 مارس 2020:
فنزويلا
محايدة
لم تقدم بيان
تعترف بغوايدو
تدعم الجمعية الوطنية، بقيادة خوان غوايدو
تعترف بمادورو

خلال أزمة الرئاسة الفنزويلية 2019–20 بشأن من هو الرئيس الشرعي لفنزويلا، انقسمت ردود الفعل والاستجابات للأزمة.
في 10 يناير 2019، أعلنت الجمعية الوطنية ذات الأغلبية المعارضة في فنزويلا أن إعادة انتخاب نيكولاس مادورو الحالي في عام 2018 باطلة، وقال رئيسها خوان غوايدو إنه على استعداد لتولي الرئاسة بالوكالة. في 23 يناير 2019، أعلن غوايدو أنه كان رئيسا بالنيابة خلال مسيرة في كاراكاس وأدى اليمين الرئاسية.
اتهمت حكومة مادورو الولايات المتحدة بتنظيم انقلاب عسكري لتنحيته والسيطرة على احتياطيات النفط في البلاد. يرفض غوايدو وصف أفعاله بأنها انقلاب، ويقول إن حركته مدعومة بمتطوعين مسالمين. اعترفت بعض البلدان والمنظمات بغويدو كرئيس بالنيابة، في حين اعترفت بلدان ومنظمات أخرى بمادورو؛ وأعرب البعض عن حياده، وأيد البعض الجمعية الوطنية دون تأييد غوايدو.

## الاعتراف

### رئاسة غوايدو بالنيابة

#### الدول الأجنبية
1. ألبانيا[7][8]
2. أندورا[9]
3. أستراليا[10]
4. النمسا[11][12][13]
5. جزر البهاما[14]
6. بلجيكا[13][15]
7. بوليفيا[ا]
8. البرازيل[14]
9. بلغاريا[18][19][ب]
10. كندا[14]
11. تشيلي[14]
12. كولومبيا[14]
13. كوستاريكا[14]
14. كرواتيا[13][25][26]
15. جمهورية التشيك[13][27]
16. الدنمارك[13][28][29]
17. جمهورية الدومينيكان[14]
18. الإكوادور[14]
19. السلفادور[ج]
20. إستونيا[13][35]
21. فنلندا[13][36]
22. فرنسا[13][28][37]
23. جورجيا[38][39]
24. ألمانيا[13][40][41]
25. اليونان[42]
26. غواتيمالا[14]
27. هايتي[14]
28. هندوراس[14]
29. المجر[13][43]
30. آيسلندا[44]
31. جمهورية أيرلندا[45]
32. إسرائيل[46][47]
33. جامايكا[48]
34. اليابان[49]
35. لاتفيا[13][50]
36. ليتوانيا[13][51]
37. لوكسمبورغ[13][52]
38. مالطا[53]
39. جزر مارشال[54]
40. ميكرونيسيا[55]
41. الجبل الأسود[56]
42. المغرب[57]
43. هولندا[13][58]
44. مقدونيا الشمالية[59]
45. بنما[14]
46. باراغواي[14]
47. بيرو[14]
48. بولندا[13][60]
49. البرتغال[13][61]
50. رومانيا[62][63]
51. سلوفينيا[28][64]
52. كوريا الجنوبية[65]
53. إسبانيا[13][28][66]
54. سانت لوسيا[48]
55. السويد[13][28][67]
56. سويسرا[68]
57. أوكرانيا[69]
58. المملكة المتحدة[13][28][70]
59. الولايات المتحدة[14]

##### دول خارج الأمم المتحدة
- كوسوفو[8][71][72]

#### المنظمات الحكومية الدولية
- البرلمان الأوروبي[73]
- مجموعة ليما[74][د]
- منتدى التقدم والتنمية في أمريكا الجنوبية[75]
- منظمة الدول الأمريكية[76]
- برلمان الأنديز  [لغات أخرى]‏[77]

#### المنظمات الدولية
- بنك التنمية للبلدان الأمريكية[78]
- الأممية الاشتراكية[79]

#### المنظمات المحلية
- المؤتمر الأسقفي لفنزويلا[80]
- الاتحاد الفنزويلي للغرف التجارية[81]
- الجبهة العسكرية المؤسسية[82]
- جبهة التحرير الفنزويلية[83]
- اتحاد العمال الفنزويليين[84]

### دعم الجمعية الوطنية بقيادة غوايدو

#### الدول الأجنبية
1. الأرجنتين[ه][86]
2. قبرص[87]
3. غيانا[88][89]
4. إيطاليا[90][91][92][93][94]
5. ليبيريا[95]
6. ليختنشتاين[96]
7. مولدوفا[96]
8. النرويج[96][97]
9. سلوفاكيا[87]
10. الأوروغواي[98]

##### دول خارج الأمم المتحدة
- تايوان[99][100]

#### المنظمات الحكومية الدولية
- الاتحاد الأوروبي[87][101][102]
- ميركوسور[103]

### رئاسة مادورو

#### الدول الأجنبية
1. بيلاروس[104][105]
2. كمبوديا[106]
3. الصين[107][108]
4. كوبا[107]
5. دومينيكا[109]
6. غينيا الاستوائية[110]
7. إيران[107]
8. لاوس[111]
9. نيكاراغوا[88]
10. كوريا الشمالية[112]
11. فلسطين[و][113]
12. روسيا[107]
13. سانت كيتس ونيفيس[114]
14. سانت فينسنت والغرينادين[88]
15. صربيا[115]
16. جنوب إفريقيا[116][117]
17. سورينام[109]
18. سوريا[107]
19. تركيا[107]
20. فيتنام[118]

##### دول خارج الأمم المتحدة
- أبخازيا[119]
- الجمهورية العربية الصحراوية الديمقراطية[120]
- أوسيتيا الجنوبية[121]

#### المنظمات الحكومية الدولية
- منتدى ساو باولو[122]
- حركة حماس[113]
- حزب الله[123]

#### المنظمات الدولية
- التحالف البوليفاري لشعوب أمريكتنا[124]
- مجموعة التنمية لأفريقيا الجنوبية[125]

#### المنظمات المحلية
- شركة النفط الوطنية الفنزويلية[126]

#### الجماعات المسلحة
- كولكتيفو[127]
  - La Piedrita
  -  توبامارو
- جيش التحرير الوطني[128]
- مجموعة فاغنر (موضع خلاف)[129]

### الحياد الصوتي
دعت عدة دول على وجه التحديد إلى عدم التدخل، ودون دعم أي من الجانبين، طلبت إجراء مناقشات دبلوماسية للمضي قدمًا.

#### الدول الأجنبية
1. أنتيغوا وباربودا[130]
2. أنغولا[131]
3. أرمينيا[132]
4. باربادوس[133]
5. بليز[134]
6. غرينادا[135]
7. الهند[136][137]
8. إندونيسيا[138]
9. ساحل العاج[139]
10. الكويت[140]
11. ماليزيا[141]
12. المكسيك[142][143]
13. ناميبيا[144]
14. نيبال[145]
15. نيوزيلندا[146]
16. بالاو[147]
17. سان مارينو[148]
18. ترينيداد وتوباغو[149]
19. الفاتيكان[150]

#### المنظمات الحكومية الدولية
- الجماعة الكاريبية[151]
- الأمم المتحدة[ز]